# Tabula
Tabula (Griego medieval: τάβλι), es decir, tabla o tablero, era un juego de mesa Mesopotamico proveniente de los Sumerios, y generalmente considerado el antepasado directo del backgammon moderno.

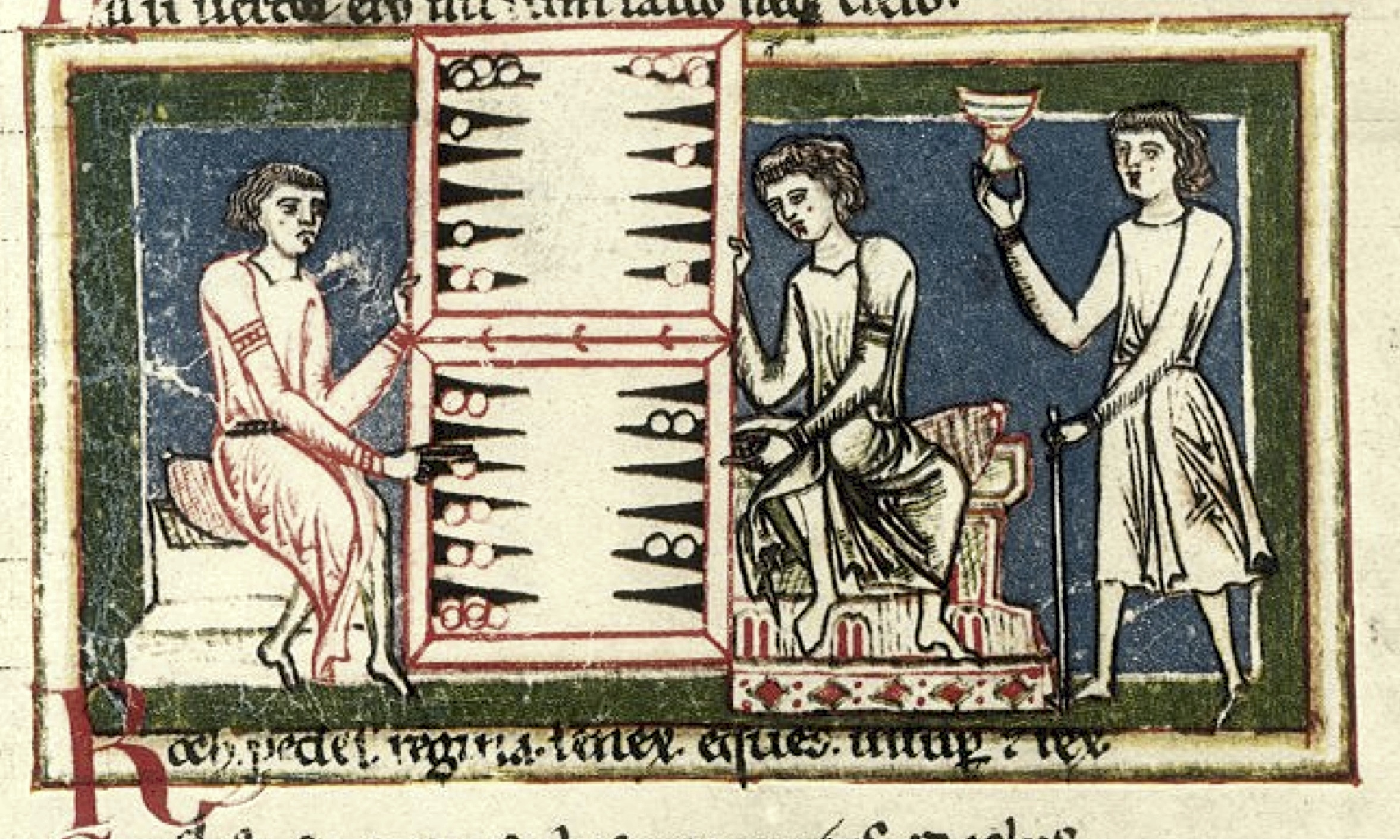
Ilustración medieval de jugadores de tabula del Carmina Burana.

## Historia

Un juego de τάβλι (tabula) jugado por el Emperador Bizantino Zenón en 480 d.C. y grabado por Agatías alrededor del 530 d.C. debido a un lanzamiento de dados muy desafortunado para Zenón (rojo), ya que lanzó 2, 5 y 6 y se vio obligado a dejar ocho. piezas solas y, por lo tanto, propensas a capturar. Ver "El juego de τάβλι de Zeno" de Roland G. Austin.

Según las Etimologías de Isidoro de Sevilla, la tabula fue inventada por un soldado griego llamado Alea en la Guerra de Troya.
La descripción más temprana de "τάβλι" (tavli) se encuentra en un epigrama del emperador bizantino Zenón (r. 474-475; 476-491), dado por Agatías de Mirina (siglo VI d. C.), quien describe un juego en el que Zenón va de una posición fuerte a una muy débil después de una mala tirada de dados.
Es muy probable que Tabula fuera un refinamiento posterior de ludus duodecim scriptorum, con la fila central de puntos eliminada y solo quedan las dos filas externas.
Hoy en día, la palabra "τάβλι" todavía se utiliza para referirse al backgammon en Grecia, así como en Siria y Turquía (como tavla), Bulgaria (como tabla) y en Rumania (como table). En estos países, el backgammon sigue siendo un juego popular que se juega en las plazas y cafés.

## Reglas
Las reglas de la tabula fueron reconstruidas en el siglo XIX por Becq de Fouquières basándose en este epigrama. El juego se jugaba en un tablero casi idéntico a un tablero de backgammon moderno con 24 espacios, 12 en cada lado. Dos jugadores tenían 15 piezas cada uno y las movían en la misma dirección alrededor del tablero, según el lanzamiento de tres dados. Una pieza que descansaba sola en un espacio del tablero era vulnerable a ser golpeada. Comer una mancha, volver a ingresar una pieza de la barra y rematar, todo tenía las mismas reglas que hoy. Las únicas diferencias con el backgammon moderno eran el uso de un dado extra (tres en lugar de dos), el inicio de todas las piezas fuera del tablero (entrando de la misma manera que las piezas de la barra entran en el backgammon moderno) y que las piezas siguen el mismo recorrido, en lugar de ir en direcciones opuestas.
En el epigrama, Zenón, que era blanco (rojo en la ilustración), tenía una pila de siete fichas, tres pilas de dos fichas y dos borrones, fichas que están solas en un punto y, por lo tanto, están en peligro de ser puestas fuera del tablero por un inspector del oponente entrante. Zeno lanzó los tres dados con los que se jugó la partida y obtuvo 2, 5 y 6. Como en el backgammon, Zeno no pudo moverse a un espacio ocupado por dos piezas oponentes (negras). Las fichas blancas y negras estaban tan distribuidas en los puntos que la única forma de usar los tres resultados, como lo requieren las reglas del juego, era dividir las tres pilas de dos fichas en manchas, exponiéndolas a capturar y arruinar las fichas juego para Zenón.